# Jaime Melo (piloto)
Jaime Melo Jr. (Cascavel, 24 de abril de 1980) é um piloto automobilístico brasileiro.

## Vida profissional

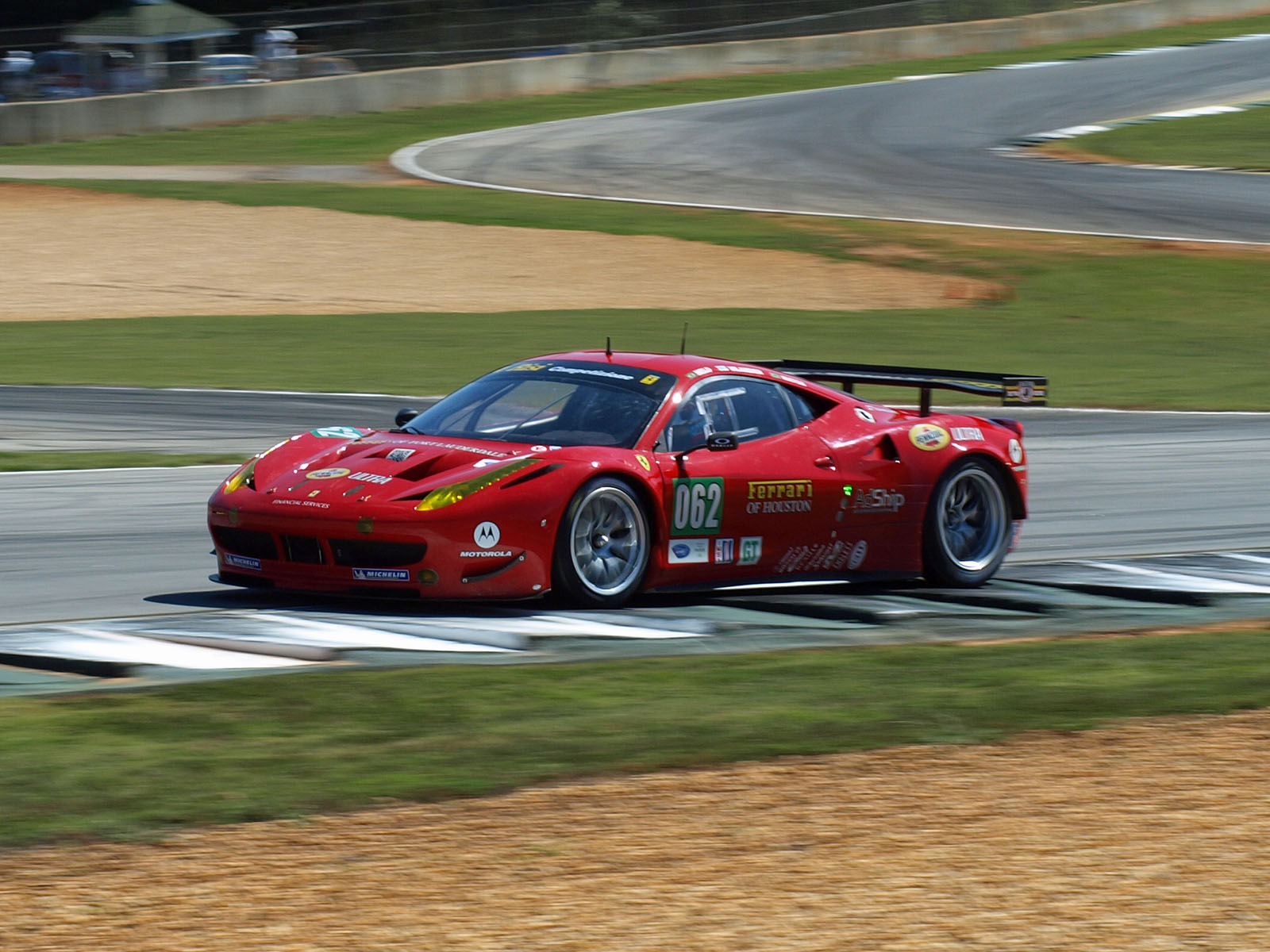
Ferrari de Jaime Melo (2011).

Competindo na American Le Mans Series, conquistou um expressivo total de 18 vitórias na categoria Gran Turismo 2.
Em 2006 venceu o FIA GT Championship classe GT2, pela equipe AF Corse Ferrari. Em 2009 pilotando uma Ferrari F430GT participou da American Le Mans Series correndo para equipe Risi Competizione. Foi o vencedor da 24 Horas de Le Mans na categoria GT2, em 2008 e em 2009.

## Prisão
Em 2013 o piloto esteve envolvido em uma perseguição policial e acabou colidindo com o muro de uma residência em  Cascavel. Por estar dirigindo embriagado e com a habilitação suspensa, foi detido.
Em 2017 o ex-piloto novamente se envolveu em uma perseguição policial ao se negar a parar em uma blitz policial. Em alta velocidade, o motorista dirigiu na contramão, bateu duas vezes e tentou atropelar os policiais, informou a Polícia Militar.